# Hippuriphila
Hippuriphila is een geslacht van kevers uit de familie bladkevers (Chrysomelidae).
De wetenschappelijke naam van het geslacht werd in 1860 gepubliceerd door Antoine Casimir Marguerite Eugène Foudras.

## Soorten
- Hippuriphila modeeri (Linnaeus, 1761) – Paardenstaartaardvlo